# Writing's on the Wall (bài hát của Sam Smith)
{{thế:cld}}
"Writing's on the Wall" là một ca khúc được thể hiện bởi ca sĩ người Anh Sam Smith; nằm trong bộ phim năm 2015 về James Bond là Spectre. Ca khúc được ra mắt dưới dạng tải về kĩ thuật số vào ngày 25 tháng 9 năm 2015. Ca khúc được viết bởi Smith và Jimmy Napes, và cũng được sản xuất bởi Napes cùng với Steve Fitzmaurice và Disclosure và ra mắt vào ngày 25 tháng 9 năm 2015.
"Writing's on the Wall" đón nhận những đánh giá kết hợp, đặc biệt khi so sánh với các ca khúc chủ đề cho Bond trước đó. Sự đón nhận kết hợp này với ca khúc đã dẫn đến trào lưu so sánh với Shirley Bassey trên Twitter vào ngày mà ca khúc này ra mắt. Đĩa đơn này đã trở thành ca khúc chủ đề cho phim về Bond đầu tiên đạt thứ hạng số 1 ở UK Singles Chart. Nó cũng nằm trong top 10 ở một vài quốc gia châu Âu khác, nhưng không giống những ca khúc chủ đề cho James Bond, nó không quá thành công bên ngoài châu Âu, chỉ đạt thứ hạng cao nhất ở vị trí thứ 43 ở Canada và Australia, và vị trí thứ 71 ở Billboard Hot 100. Chỉ có phiên bản không lời của ca khúc xuất hiện trong album nhạc phim chính thức của bộ phim. Ca khúc đã thắng Giải Quả cầu vàng cho ca khúc trong phim hay nhất tại lễ trao giải Quả cầu vàng lần thứ 73 và Giải Oscar cho ca khúc trong phim hay nhất tại lễ trao giải Oscar lần thứ 88.

## Bối cảnh và quá trình sáng tác
"Writing's on the Wall" được đồng sáng tác bởi Smith và Jimmy Napes. Smith phát biểu rằng ca khúc đã tới cùng nhau trong một buổi họp chớp nhoáng: anh và Napes đã viết nó trong chưa đến nửa giờ và đã nhanh chóng thu âm một bản demo. Khi họ nghe lại bản thu âm đó, họ đã rất thoả mãn với phần trình bày ca từ của Smith đến mức họ đã kết thúc bằng việc sử dụng nó trong bản ra mắt cuối cùng—dù có thêm một chút sức nặng trong phần biên khúc. Ngày 8 tháng 9 năm 2015, Sam Smith thông báo rằng anh sẽ thể hiện ca khúc này cho phim về James Bond là Spectre. Anh mô tả việc biểu diễn ca khúc chủ đề này là "một trong những điểm nổi bật trong sự nghiệp của tôi". Ban nhạc người Anh Radiohead cũng biểu diễn một ca khúc cho bộ phim, "Spectre", nhưng không được sử dụng.
Bài hát được viết ở cung Fa thứ với nhịp độ 66 nhịp một phút (Larghetto). Quãng giọng của Smith trải từ A
♭3 to D♭5. Smith đã diễn tả một vài sự bực bội với phần trình diễn ca từ của anh, cảm thấy ca khúc "quá kinh khủng để hát" khi mà các nốt "đơn giản là rất cao".

## Đón nhận từ giới phê bình
Ca khúc đã nhận được một sự đón nhận kết hợp từ giới phê bình vào thời điểm ra mắt. Alexis Petridis của The Guardian viết rằng ca khúc này "cố gắng nắm bắt tâm trạng của ca khúc chủ đề Skyfall của Adele" và ủng hộ tuyên bố của Sam Smith "rằng nó chỉ tốn của anh ta 20 phút để viết." Lewis Corner của Digital Spy chấm cho ca khúc 3 trên 5 sao. Neil McCormick của The Daily Telegraph gọi ca khúc là một "bản ballad to lớn của Bond", nêu rõ, "(Ca khúc) rất, rất chậm và bị ngăn cản một cách đáng ngạc nhiên, tại những thời điểm trồi lên trên những nốt vang lại của piano, nét cọ mờ nhạt của dàn nhạc, với tất cả sự tập trung vào giọng hát dữ dội, run run của Smith, tăng lên với tốc độ có kiểm soát và trở nên căng thằng với một điệp khúc táo bạo trả lại tất cả".

## Thể hiện thương mại
Tại Anh, "Writing's on the Wall" trở thành ca khúc chủ đề cho James Bond đầu tiên đạt vị trí quán quân, theo kết quả ngày 8 tháng 10 năm 2015. Ca khúc chủ đề cho Bond có thứ hạng cao nhất trước đó là của Adele với "Skyfall" và Duran Duran với "A View to a Kill", cả hai đều đạt thứ hạng thứ hai. Ca khúc cũng trở thành đĩa đơn thứ năm đạt hạng nhất tại Anh của Smith trong vòng hai năm. Ca khúc đã trụ vững 16 tuần liên tiếp trên bảng xếp hạng UK Singles Chart. Tại Mỹ, "Writing's on the Wall" ra mắt và đạt thứ hạng cao nhất tại vị trí thứ 71 tại Billboard Hot 100, so với ca khúc cho Bond trước đó, "Skyfall", ra mắt với vị trí thứ 8 vào tháng 10 năm 2012. Tại Canada, ca khúc ra mắt và đạt thứ hạng cao nhất tại vị trí số 43. Tại Australia, ca khúc thể hiện một cách vừa phải, ra mắt ở vị trí số 44, và sau đó đạt thứ hạng cao nhất ở vị trí số 43, nhưng ở Ireland, ca khúc trở thành một hit lớn hơn, ra mắt và đạt thứ hạng cao nhất ở vị trí thứ 9. Ca khúc cũng đã lọt vào bảng xếp hạng của một số quốc gia châu Âu khác mặc dù ở một mức độ ít tiến xa hơn so với người tiền nhiệm của nó.

## Danh sách bài hát
| Tải kỹ thuật số | Tải kỹ thuật số         | Tải kỹ thuật số |
| STT             | Nhan đề                 | Thời lượng      |
| --------------- | ----------------------- | --------------- |
| 1.              | "Writing's on the Wall" | 4:38            |

| Đĩa đơn CD và đĩa than | Đĩa đơn CD và đĩa than                 | Đĩa đơn CD và đĩa than |
| STT                    | Nhan đề                                | Thời lượng             |
| ---------------------- | -------------------------------------- | ---------------------- |
| 1.                     | "Writing's on the Wall"                | 4:38                   |
| 2.                     | "Writing's on the Wall" (Instrumental) | 4:38                   |

## Ghi danh và nhân sự
Thu âm và quản lý
- Thu âm tại RAK Studios, Abbey Road Studios và The Pierce Rooms (Luân Đôn, Anh)
- Hoà âm tại The Pierce Rooms (Luân Đôn, Anh)
- Phối khí tại Sterling Sound (New York, New York)
- Ảnh bìa đĩa chụp bởi Rankin
- Artwork và thiết kế bởi Studio Moross
- Xuất bản bởi Naughty Words Ltd. / Stellar Songs Ltd. / Sony/ATV Music Publishing / Salli Isaak Songs Limited / Universal Music Publishing Limited

Nhân sự